# Club africain - Étoile sportive du Sahel en football
Les matchs opposant le Club africain et l'Étoile sportive du Sahel sont des rencontres de football opposant le Club africain (CA) à l'Étoile sportive du Sahel (ESS). Chaque opposition entre les deux clubs est appelé « classico », sur le modèle du Clásico espagnol entre le Real Madrid et le FC Barcelone.

## Résultats

### Championnat
- Nombre de rencontres : 140[2]
- Victoires du Club africain : 45
- Victoires de l'Étoile sportive du Sahel : 48
- Nuls : 47
- Buts du Club africain : 137
- Buts de l'Étoile sportive du Sahel : 141

- 1956 : Étoile sportive du Sahel - Club africain 2-1
- 1956 : Club africain - Étoile sportive du Sahel 0-1
- 1957 : Étoile sportive du Sahel - Club africain 2-1
- 1957 : Club africain - Étoile sportive du Sahel 1-0
- 1958 : Étoile sportive du Sahel - Club africain 2-1
- 1958 : Club africain - Étoile sportive du Sahel 1-2
- 1959 : Étoile sportive du Sahel - Club africain 2-2
- 1959 : Club africain - Étoile sportive du Sahel 2-2
- 1960 : Club africain - Étoile sportive du Sahel 1-0
- 1960 : Étoile sportive du Sahel - Club africain 1-0
- 1963 : Étoile sportive du Sahel - Club africain 1-1
- 1963 : Club africain - Étoile sportive du Sahel 0-1
- 1964 : Club africain - Étoile sportive du Sahel 0-0
- 1964 : Étoile sportive du Sahel - Club africain 2-3
- 1965 : Club africain - Étoile sportive du Sahel 3-0
- 1965 : Étoile sportive du Sahel - Club africain 0-1
- 1966 : Étoile sportive du Sahel - Club africain 2-2
- 1966 : Club africain - Étoile sportive du Sahel 2-3
- 1967 : Club africain - Étoile sportive du Sahel 1-1
- 1967 : Étoile sportive du Sahel - Club africain 0-1
- 1968 : Club africain - Étoile sportive du Sahel 3-0
- 1968 : Étoile sportive du Sahel - Club africain 1-1
- 1969 : Club africain - Étoile sportive du Sahel 1-0
- 1969 : Étoile sportive du Sahel - Club africain 0-0
- 1970 : Club africain - Étoile sportive du Sahel 1-1
- 1970 : Étoile sportive du Sahel - Club africain 0-0
- 1971 : Club africain - Étoile sportive du Sahel 1-0
- 1971 : Étoile sportive du Sahel - Club africain 2-0
- 1972 : Étoile sportive du Sahel - Club africain 3-0
- 1972 : Club africain - Étoile sportive du Sahel 0-0
- 1973 : Club africain - Étoile sportive du Sahel 3-2
- 1973 : Étoile sportive du Sahel - Club africain 1-1
- 1974 : Club africain - Étoile sportive du Sahel 1-0
- 1974 : Étoile sportive du Sahel - Club africain 1-2
- 1975 : Étoile sportive du Sahel - Club africain 1-0
- 1975 : Club africain - Étoile sportive du Sahel 1-0
- 1976 : Club africain - Étoile sportive du Sahel 0-0
- 1976 : Étoile sportive du Sahel - Club africain 3-1
- 1977 : Étoile sportive du Sahel - Club africain 3-2
- 1977 : Club africain - Étoile sportive du Sahel 2-0
- 1978 : Étoile sportive du Sahel - Club africain 2-1
- 1978 : Club africain - Étoile sportive du Sahel 1-0
- 1979 : Étoile sportive du Sahel - Club africain 0-1
- 1979 : Club africain - Étoile sportive du Sahel 1-0
- 1980 : Étoile sportive du Sahel - Club africain 0-0
- 1980 : Club africain - Étoile sportive du Sahel 1-0
- 1981 : Étoile sportive du Sahel - Club africain 0-2
- 1981 : Club africain - Étoile sportive du Sahel 1-2
- 1982 : Étoile sportive du Sahel - Club africain 0-0
- 1982 : Club africain - Étoile sportive du Sahel 3-1
- 1983 : Étoile sportive du Sahel - Club africain 0-0
- 1983 : Club africain - Étoile sportive du Sahel 4-0
- 1984 : Club africain - Étoile sportive du Sahel 2-1
- 1984 : Étoile sportive du Sahel - Club africain 0-0
- 1985 : Étoile sportive du Sahel - Club africain 0-0
- 1985 : Club africain - Étoile sportive du Sahel 3-2
- 1986 : Club africain - Étoile sportive du Sahel 3-2
- 1986 : Étoile sportive du Sahel - Club africain 2-2
- 1987 : Club africain - Étoile sportive du Sahel 2-0
- 1987 : Étoile sportive du Sahel - Club africain 1-2
- 1988 : Étoile sportive du Sahel - Club africain 1-1
- 1988 : Club africain - Étoile sportive du Sahel 1-0
- 1989 : Étoile sportive du Sahel - Club africain 3-0
- 1989 : Club africain - Étoile sportive du Sahel 0-2
- 1990 : Étoile sportive du Sahel - Club africain 0-0
- 1990 : Club africain - Étoile sportive du Sahel 0-0
- 1991 : Étoile sportive du Sahel - Club africain 2-2
- 1991 : Club africain - Étoile sportive du Sahel 3-1
- 1992 : Étoile sportive du Sahel - Club africain 0-1
- 1992 : Club africain - Étoile sportive du Sahel 1-0
- 1993 : Étoile sportive du Sahel - Club africain 3-1
- 1993 : Club africain - Étoile sportive du Sahel 1-0
- 1994 : Club africain - Étoile sportive du Sahel 1-1
- 1994 : Étoile sportive du Sahel - Club africain 1-0
- 1995 : Club africain - Étoile sportive du Sahel 1-3
- 1995 : Étoile sportive du Sahel - Club africain 1-0
- 1996 : Étoile sportive du Sahel - Club africain 2-1
- 1996 : Club africain - Étoile sportive du Sahel 0-0
- 1997 : Club africain - Étoile sportive du Sahel 2-1
- 1997 : Étoile sportive du Sahel - Club africain 2-1
- 1998 : Étoile sportive du Sahel - Club africain 0-1
- 1998 : Club africain - Étoile sportive du Sahel 1-0
- 1999 : Club africain - Étoile sportive du Sahel 2-2
- 1999 : Étoile sportive du Sahel - Club africain 1-1
- 2000 : Étoile sportive du Sahel - Club africain 1-0
- 2000 : Club africain - Étoile sportive du Sahel 0-1
- 2001 : Club africain - Étoile sportive du Sahel 0-0
- 2001 : Étoile sportive du Sahel - Club africain 0-0
- 2002 : Club africain - Étoile sportive du Sahel 2-0
- 2002 : Étoile sportive du Sahel - Club africain 0-0
- 2003 : Club africain - Étoile sportive du Sahel 1-4
- 2003 : Étoile sportive du Sahel - Club africain 1-2
- 2004 : Club africain - Étoile sportive du Sahel 1-0
- 2004 : Étoile sportive du Sahel - Club africain 0-0
- 2005 : Étoile sportive du Sahel - Club africain 3-1
- 2005 : Club africain - Étoile sportive du Sahel 1-0
- 2006 : Club africain - Étoile sportive du Sahel 1-0
- 2006 : Étoile sportive du Sahel - Club africain 1-0
- 2007 : Club africain - Étoile sportive du Sahel 1-0
- 2007 : Étoile sportive du Sahel - Club africain 1-0
- 2008 : Club africain - Étoile sportive du Sahel 0-0
- 2008 : Étoile sportive du Sahel - Club africain 2-2
- 2009 : Étoile sportive du Sahel - Club africain 1-1
- 2009 : Club africain - Étoile sportive du Sahel 1-1
- 2010 : Étoile sportive du Sahel - Club africain 2-2
- 2010 : Club africain - Étoile sportive du Sahel 3-0
- 2011 : Club africain - Étoile sportive du Sahel 2-0
- 2011 : Étoile sportive du Sahel - Club africain 2-1
- 2012 : Club africain - Étoile sportive du Sahel 0-0
- 2012 : Étoile sportive du Sahel - Club africain 0-1
- 2013 : Club africain - Étoile sportive du Sahel 0-2
- 2013 : Étoile sportive du Sahel - Club africain 1-0
- 2014 : Étoile sportive du Sahel - Club africain 1-0
- 2014 : Club africain - Étoile sportive du Sahel 1-1
- 2014 : Étoile sportive du Sahel - Club africain 2-0
- 2015 : Club africain - Étoile sportive du Sahel 1-2
- 2015 : Étoile sportive du Sahel - Club africain 1-0
- 2016 : Étoile sportive du Sahel - Club africain 1-0
- 2016 : Club africain - Étoile sportive du Sahel 1-2
- 2017 : Étoile sportive du Sahel - Club africain 2-0
- 2017 : Club africain - Étoile sportive du Sahel 1-2
- 2017 : Club africain - Étoile sportive du Sahel 1-0
- 2018 : Étoile sportive du Sahel - Club africain 0-1
- 2019 : Club africain - Étoile sportive du Sahel 0-1
- 2019 : Étoile sportive du Sahel - Club africain 2-0
- 2020 : Étoile sportive du Sahel - Club africain 1-1
- 2020 : Club africain - Étoile sportive du Sahel 2-3
- 2021 : Club africain - Étoile sportive du Sahel 1-1
- 2021 : Étoile sportive du Sahel - Club africain 2-2
- 2022 : Étoile sportive du Sahel - Club africain 1-0
- 2022 : Club africain - Étoile sportive du Sahel 1-1
- 2022 (play-off) : Club africain - Étoile sportive du Sahel 0-1
- 2022 (play-off) : Étoile sportive du Sahel - Club africain 0-0
- 2023 (play-off) : Club africain - Étoile sportive du Sahel 0-1
- 2023 (play-off) : Étoile sportive du Sahel - Club africain 2-0
- 2024 : Étoile sportive du Sahel - Club africain 1-1
- 2024 : Club africain - Étoile sportive du Sahel 0-1
- 2024 (play-off) : Étoile sportive du Sahel - Club africain 0-0
- 2024 (play-off) : Club africain - Étoile sportive du Sahel 0-0
- 2025 : Étoile sportive du Sahel - Club africain 2-2

### Coupe de Tunisie
- 1956 (quarts de finale) : Étoile sportive du Sahel - Club africain 0-1
- 1960 (huitièmes de finale) : Étoile sportive du Sahel - Club africain 1-0
- 1963 (finale) : Club africain - Étoile sportive du Sahel 0-0
- 1963 (finale rejouée) : Étoile sportive du Sahel - Club africain 2-1
- 1967 (finale) : Club africain - Étoile sportive du Sahel 2-0
- 1968 (seizièmes de finale) : Étoile sportive du Sahel - Club africain 0-1
- 1974 (finale) : Étoile sportive du Sahel - Club africain 1-0
- 1975 (demi-finale) : Club africain - Étoile sportive du Sahel 0-0
- 1975 (demi-finale rejouée) : Étoile sportive du Sahel - Club africain 1-0
- 1976 (demi-finale) : Club africain - Étoile sportive du Sahel 1-0
- 1977 (huitièmes de finale) : Club africain - Étoile sportive du Sahel 3-1
- 1981 (seizièmes de finale) : Étoile sportive du Sahel - Club africain 3-2
- 1988 (demi-finale aller) : Club africain - Étoile sportive du Sahel 2-1
- 1988 (demi-finale retour) : Étoile sportive du Sahel - Club africain 2-1 ; CA qualifié aux tirs au but
- 1991 (demi-finale) : Étoile sportive du Sahel - Club africain 0-0 ; CA qualifié aux tirs au but
- 1993 (quarts de finale) : Étoile sportive du Sahel - Club africain 2-2 ; ESS qualifié aux tirs au but
- 2000 (demi-finale) : Étoile sportive du Sahel - Club africain 0-0 ; CA qualifié aux tirs au but
- 2001 (quarts de finale) : Étoile sportive du Sahel - Club africain 1-0
- 2010 (huitièmes de finale) : Club africain - Étoile sportive du Sahel 1-2
- 2015 (huitièmes de finale) : Étoile sportive du Sahel - Club africain 1-0
- 2018 (finale) : Club africain - Étoile sportive du Sahel 4-1
- 2019 (quarts de finale) : Étoile sportive du Sahel - Club africain 1-0

### Supercoupe de Tunisie
- 1973 : Étoile sportive du Sahel - Club africain 5-2

### Coupe arabe des vainqueurs de coupe
- 1995 (finale) : Étoile sportive du Sahel - Club africain 0-0 (0-1, but en or)